# Northeast Division
Northeast Division var en av sex divisioner i den nordamerikanska ishockeyligan National Hockey League (NHL) där den tillsammans med Atlantic och Southeast Division bildade Eastern Conference. Northeast Division bildades inför säsongen 1993/1994, då Prince of Wales Conference bytte namn till Eastern Conference, och innehöll från början sju klubbar, men från säsongen 1998/1999 innehöll den följande fem klubbar:
- Boston Bruins
- Buffalo Sabres
- Montreal Canadiens
- Ottawa Senators
- Toronto Maple Leafs

## Divisionsmästare
Divisionsmästare blev det lag som vann sin division under NHL:s grundserie
| - 1994: Pittsburgh Penguins - 1995: Quebec Nordiques - 1996: Pittsburgh Penguins - 1997: Buffalo Sabres - 1998: Pittsburgh Penguins - 1999: Ottawa Senators | - 2000: Toronto Maple Leafs - 2001: Ottawa Senators - 2002: Boston Bruins - 2003: Ottawa Senators - 2004: Boston Bruins - 2005: Ingen vinnare på grund av lockout - 2006: Ottawa Senators - 2007: Buffalo Sabres - 2008: Montreal Canadiens - 2009: Boston Bruins | - 2010: Buffalo Sabres - 2011: Boston Bruins - 2012: Boston Bruins |

## Northeast Division-titlar
- 5: Boston Bruins
- 4: Ottawa Senators
- 3: Buffalo Sabres
- 3: Pittsburgh Penguins *
- 1: Montreal Canadiens
- 1: Quebec Nordiques *
- 1: Toronto Maple Leafs

* Spelar inte längre i Northeast Division

## Stanley Cup-mästare från Northeast Division
- 2010/2011 - Boston Bruins

## Lag som tidigare spelat i Northeast Division
- Carolina Hurricanes mellan 1997 och 1998
- Hartford Whalers mellan 1993 och 1997
- Pittsburgh Penguins mellan 1993 och 1998
- Quebec Nordiques mellan 1993 och 1995